# Хаїр Куеро Муньос
Хаїр Алексіс Куеро Муньос (ісп. Jaír Alexis Cuero Muñoz; нар. 2 квітня 1993, Медельїн) — колумбійський борець греко-римського стилю, чемпіон, триразовий срібний та чотириразовий бронзовий призер Панамериканських чемпіонатів, бронзовий призер Панамериканських ігор, триразовий чемпіон Південної Америки, дворазовий чемпіон та срібний призер Південноамериканських ігор, чемпіон, срібний та дворазовий бронзовий призер Центральноамериканських і Карибських ігор, дворазовий бронзовий призер Боліваріанських ігор.

## Біографія
Рідше брав участь у міжнародних змаганнях з вільної боротьби, але без особливих успіхів.
У 2012 році став бронзовим призером Панамериканського чемпіонату з греко-римської боротьби серед юніорів. На тому ж турнірі взяв участь і у змаганнях з вільної боротьби, але посів лише 13 місце. Наступного року став чемпіоном Панамериканського чемпіонату з греко-римської боротьби серед юніорів.
Виступає за борцівський клуб Liga de lucha olimpico. Тренер — Давід Гутьєррес.
Його молодший брат Убер Куеро Мунос та старша сестра Аїда Куеро Мунос є членами збірної Колумбії відповідно з вільної та жіночої боротьби, призери Панамериканських чемпіонатів.

## Спортивні результати на міжнародних змаганнях

### Виступи на Олімпіадах
| Змагання                    | Збірна   | Вагова категорія                 | Місце |
| --------------------------- | -------- | -------------------------------- | ----- |
| Літні Олімпійські ігри 2024 | Колумбія | греко-римська боротьба, до 77 кг | 15    |

### Виступи на Чемпіонатах світу
| Змагання                        | Збірна   | Вагова категорія                 | Місце |
| ------------------------------- | -------- | -------------------------------- | ----- |
| Чемпіонат світу з боротьби 2013 | Колумбія | греко-римська боротьба, до 66 кг | 14    |
| Чемпіонат світу з боротьби 2015 | Колумбія | греко-римська боротьба, до 66 кг | 32    |
| Чемпіонат світу з боротьби 2017 | Колумбія | греко-римська боротьба, до 71 кг | 21    |
| Чемпіонат світу з боротьби 2018 | Колумбія | греко-римська боротьба, до 77 кг | 22    |
| Чемпіонат світу з боротьби 2019 | Колумбія | греко-римська боротьба, до 77 кг | 24    |
| Чемпіонат світу з боротьби 2021 | Колумбія | греко-римська боротьба, до 72 кг | 23    |
| Чемпіонат світу з боротьби 2023 | Колумбія | греко-римська боротьба, до 77 кг | 32    |

### Виступи на Панамериканських чемпіонатах
| Змагання                                   | Збірна   | Вагова категорія                 | Місце  |
| ------------------------------------------ | -------- | -------------------------------- | ------ |
| Панамериканський чемпіонат з боротьби 2013 | Колумбія | греко-римська боротьба, до 66 кг | Бронза |
| Панамериканський чемпіонат з боротьби 2014 | Колумбія | греко-римська боротьба, до 66 кг | Бронза |
| Панамериканський чемпіонат з боротьби 2015 | Колумбія | греко-римська боротьба, до 66 кг | Срібло |
| Панамериканський чемпіонат з боротьби 2016 | Колумбія | греко-римська боротьба, до 71 кг | Срібло |
| Панамериканський чемпіонат з боротьби 2017 | Колумбія | греко-римська боротьба, до 66 кг | 5      |
| Панамериканський чемпіонат з боротьби 2018 | Колумбія | греко-римська боротьба, до 77 кг | Срібло |
| Панамериканський чемпіонат з боротьби 2019 | Колумбія | греко-римська боротьба, до 77 кг | Бронза |
| Панамериканський чемпіонат з боротьби 2020 | Колумбія | греко-римська боротьба, до 77 кг | 4      |
| Панамериканський чемпіонат з боротьби 2022 | Колумбія | греко-римська боротьба, до 77 кг | 7      |
| Панамериканський чемпіонат з боротьби 2023 | Колумбія | греко-римська боротьба, до 77 кг | Бронза |
| Панамериканський чемпіонат з боротьби 2024 | Колумбія | греко-римська боротьба, до 77 кг | Золото |

### Виступи на Панамериканських іграх
| Змагання                  | Збірна   | Вагова категорія                 | Місце  |
| ------------------------- | -------- | -------------------------------- | ------ |
| Панамериканські ігри 2015 | Колумбія | греко-римська боротьба, до 66 кг | 5      |
| Панамериканські ігри 2019 | Колумбія | греко-римська боротьба, до 77 кг | Бронза |
| Панамериканські ігри 2023 | Колумбія | греко-римська боротьба, до 77 кг | 7      |

### Виступи на Чемпіонатах Південної Америки
| Змагання                                    | Збірна   | Вагова категорія                 | Місце  |
| ------------------------------------------- | -------- | -------------------------------- | ------ |
| Чемпіонат Південної Америки з боротьби 2013 | Колумбія | греко-римська боротьба, до 66 кг | Золото |
| Чемпіонат Південної Америки з боротьби 2014 | Колумбія | греко-римська боротьба, до 66 кг | Золото |
| Чемпіонат Південної Америки з боротьби 2016 | Колумбія | греко-римська боротьба, до 66 кг | Золото |

### Виступи на Південноамериканських іграх
| Змагання                       | Збірна   | Вагова категорія                 | Місце  |
| ------------------------------ | -------- | -------------------------------- | ------ |
| Південноамериканські ігри 2014 | Колумбія | греко-римська боротьба, до 66 кг | Срібло |
| Південноамериканські ігри 2018 | Колумбія | греко-римська боротьба, до 77 кг | Золото |
| Південноамериканські ігри 2022 | Колумбія | греко-римська боротьба, до 77 кг | Золото |

### Виступи на Центральноамериканських і Карибських іграх
| Змагання                                                | Збірна   | Вагова категорія                 | Місце  |
| ------------------------------------------------------- | -------- | -------------------------------- | ------ |
| Центральноамериканські і Карибські ігри 2014 (Сан-Хуан) | Колумбія | греко-римська боротьба, до 66 кг | Золото |
| Центральноамериканські і Карибські ігри 2014 (Веракрус) | Колумбія | греко-римська боротьба, до 66 кг | Срібло |
| Центральноамериканські і Карибські ігри 2018            | Колумбія | греко-римська боротьба, до 77 кг | Бронза |
| Центральноамериканські і Карибські ігри 2023            | Колумбія | греко-римська боротьба, до 77 кг | Бронза |

### Виступи на Боліваріанських іграх
| Змагання                 | Збірна   | Вагова категорія                 | Місце  |
| ------------------------ | -------- | -------------------------------- | ------ |
| Боліваріанські ігри 2013 | Колумбія | греко-римська боротьба, до 66 кг | Бронза |
| Боліваріанські ігри 2017 | Колумбія | греко-римська боротьба, до 66 кг | Бронза |

### Виступи на інших змаганнях
| Змагання                                                         | Збірна   | Вагова категорія                 | Місце  |
| ---------------------------------------------------------------- | -------- | -------------------------------- | ------ |
| Гран-прі Іспанії з боротьби 2012                                 | Колумбія | греко-римська боротьба, до 66 кг | 17     |
| Кубок Гранми з боротьби 2014                                     | Колумбія | греко-римська боротьба, до 66 кг | Бронза |
| Золотий Гран-прі з боротьби 2015                                 | Колумбія | греко-римська боротьба, до 66 кг | 16     |
| Гран-прі Парижа з боротьби 2016                                  | Колумбія | греко-римська боротьба, до 66 кг | 9      |
| Олімпійський кваліфікаційний турнір з боротьби 2016 (Фріско)     | Колумбія | греко-римська боротьба, до 66 кг | Бронза |
| Олімпійський кваліфікаційний турнір з боротьби 2016 (Улан-Батор) | Колумбія | греко-римська боротьба, до 66 кг | 9      |
| Олімпійський кваліфікаційний турнір з боротьби 2016 (Стамбул)    | Колумбія | греко-римська боротьба, до 66 кг | 29     |
| Золотий Гран-прі з боротьби 2016                                 | Колумбія | греко-римська боротьба, до 71 кг | 5      |
| Золотий Гран-прі з боротьби 2016                                 | Колумбія | вільна боротьба, до 74 кг        | 11     |
| Гран-прі Іспанії з боротьби 2019                                 | Колумбія | греко-римська боротьба, до 77 кг | 7      |
| Олімпійський кваліфікаційний турнір з боротьби 2020 (Оттава)     | Колумбія | греко-римська боротьба, до 77 кг | 5      |
| Київський Міжнародний турнір з боротьби 2021                     | Колумбія | греко-римська боротьба, до 77 кг | 24     |
| Турнір Дана Колова — Николи Петрова 2021                         | Колумбія | греко-римська боротьба, до 77 кг | 8      |
| Турнір Дана Колова — Николи Петрова 2021                         | Колумбія | вільна боротьба, до 65 кг        | 10     |
| Олімпійський кваліфікаційний турнір з боротьби 2020 (Софія)      | Колумбія | греко-римська боротьба, до 77 кг | 11     |
| Південноамериканські пляжні ігри 2023                            | Колумбія | пляжна боротьба, до M80 кг       | Срібло |
| Олімпійський кваліфікаційний турнір з боротьби 2024 (Акапулько)  | Колумбія | греко-римська боротьба, до 77 кг | Золото |
| Меморіал Імре Поляка та Яноша Варги 2024                         | Колумбія | греко-римська боротьба, до 77 кг | 11     |
| Гран-прі Іспанії з боротьби 2024                                 | Колумбія | греко-римська боротьба, до 77 кг | 7      |

### Виступи на змаганнях молодших вікових груп
| Змагання                                                 | Збірна   | Вагова категорія                 | Місце  |
| -------------------------------------------------------- | -------- | -------------------------------- | ------ |
| Панамериканський чемпіонат з боротьби серед юніорів 2012 | Колумбія | вільна боротьба, до 74 кг        | 13     |
| Панамериканський чемпіонат з боротьби серед юніорів 2012 | Колумбія | греко-римська боротьба, до 66 кг | Бронза |
| Панамериканський чемпіонат з боротьби серед юніорів 2013 | Колумбія | греко-римська боротьба, до 66 кг | Золото |